# Topicalizzazione contrastiva
In linguistica, la topicalizzazione contrastiva (o rematizzazione a sinistra) è la messa in rilievo del rema attraverso strumenti prosodici. Consiste nell'anticipazione di un costituente senza riprese successive. L'elemento topicalizzato è pronunciato con enfasi. Sul piano della struttura delle conoscenze, la topicalizzazione mette a fuoco tanto un'informazione 'vecchia', quanto un'informazione 'nuova'.